# Protrellus dalei
Protrellus dalei är en rundmaskart som beskrevs av Sandra Zervos 1987. Protrellus dalei ingår i släktet Protrellus och familjen Thelastomatidae. Inga underarter finns listade i Catalogue of Life.